# الزائر الغريب (فلم)
الزائر الغريب فيلم تلفزيوني مصري (بالابيض والأسود) من إنتاج عام 1975، من إخراج محمد كامل، وبطولة: أحمد الجزيري، عزيزة حلمي، محمد عبد المجيد، مصطفى الخضري، حافظ أمين، عصمت عباس.

## قصة الفيلم
فيلم تلفزيوني تدور أحداثه في إطار اجتماعي حول حمدي (إبراهيم خان)؛ الذي يعود إلى قريته في الإسكندرية بعد غياب عشر سنوات، يرحب به أهل القرية، ويعتبرونه واحداً منهم، وتقع في حبه عنايات (مديحه سالم)؛ التي لا تعلم عن ماضيه شيئاً.

## وصلات خارجية
- صفحة الفيلم على موقع السينما